# Установка фракціонування Форт-Саскачеван (Keyera)
Установка фракціонування Форт-Саскачеван (Keyera) – виробництво у канадській провінції Альберта, який здійснює розділення зріджених вуглеводневих газів (ЗВГ).
Установку, яка наразі належить компанії Keyera, ввели в експлуатацію у 1972 році. Тривалий час вона здійснювала фракціонування суміші зріджених вуглеводневих газів С3+ (пропан та наступні гомологи), допоки у 2015-му не була доповнена обладнанням для вилучення етану. Після цього її потужність сягнула 65 тисяч барелів на добу, в тому числі 30 тисяч барелів етану.
Суміш ЗВГ для фракціонування надходить за допомогою трубопроводів Peace NGL (постачає продукцію не лише газопереробних заводів Альберти, але й з розташованого у Британській Колумбії ГПЗ Younger), Rimbey NGL (сполучає з ГПЗ Rimbey), системи Pembina NGL (включила у себе ЗВГ-трубопровід Federated Pipeline, який прямує від газопереробного комплексу Керолайн). Крім того, фракція С3+ може надходити з деетанайзеру сусіднього фракціонатору компанії Dow Chemical.
Вилучений етан може подаватись на установку парового крекінгу в Форт-Саскачевані, або через етанопровід Alberta Ethane Gathering System до піролізного виробництва у Джоффре. Бутанопровід до Едмонтону (Keyera Butane System) подає бутан на завод з виробництва паливних присадок Alberta EnviroFuels. Також інші, аніж етан, фракціоновані компоненти можуть відправлятись на термінал у Едмонтоні за допомогою місцевої трубопровідної системи Fort Saskatchewan Pipeline System або відвантажуватись автотранспортом.
З 1985-го установка мала з’єднання з трубопроводом Cochin, котрий транспортував ЗВГ (етан та пропан) за кілька тисяч кілометрів на схід у район Великих озер. Втім, у 2010-х його перепрофіліювали на конденсатопровід.
Для зберігання зріджених вуглеводневих газів на майданчику фракціонатора створене підземне сховище. Станом на 2016 рік воно мало 14 каверн, розташованих на глибині біля двох кілометрів у соляних відкладеннях формації Лотсберг (девонський період, товщина може перевищувати двісті метрів). Загальний об’єм цих споруд становить 12,5 млн барелів.